# Помпония (майка на Сципион Африкански)
Вижте пояснителната страница за други личности с името Помпония.
Помпония (на латински: Pomponia; † 212 пр.н.е.) e римлянка от 3 век пр.н.е.

## Биография
Произлиза от плебейската фамилия Помпонии. Дъщеря е на Маний Помпоний Матон (консул 233 пр.н.е.).
През 237 пр.н.е. тя се омъжва за Публий Корнелий Сципион (консул 218 пр.н.е.), който е убит 211 пр.н.е. в битка в Испания през Втората пуническа война.
Помпония е майка на генерал Публий Сципион Африкански (* 236 пр.н.е.; † 184 /183 пр.н.е.) и Луций Сципион Азиатски († 183 пр.н.е.).